# П-500 «Базальт»
П-500 «Базальт» (Індекс УРАВ ВМФ: 4К80, за кодифікацією НАТО: SS-N-12 «Sandbox» (англ. пісочниця)) — радянська протикорабельна ракета. ПКР «Базальт» є першою крилатою ракетою морського базування з надзвуковою швидкістю польоту і призначена для боротьби з потужними корабельними угрупованнями, включаючи авіаносні. З 1975 року комплексом «Базальт» було оснащено 10 підводних човнів проєктів 675МК та 675МУ, на яких він замінив комплекс П-35. 1977 року ПКР «Базальт» було прийнято на озброєння важких авіаносних крейсерів проєкту 1143. У 1980-ті роки комплексом озброювали ракетні крейсери проекту 1164 «Атлант».
Подальшим розвитком П-500 «Базальт» стала ПКР П-1000 «Вулкан».

## Історія створення
- 28 лютого 1963 року — постанова Ради Міністрів СРСР № 250-89 щодо розробки комплексу в ОКБ-52 МАП (одна постанова з ПКР П-120 «Малахіт»[en])
- у грудні 1963 року закінчено ескізний проєкт П-500
- жовтень 1969 року — жовтень 1970 року — етап наземних випробувань (1-й етап льотно-конструкторських випробувань)
- із кінця 1970 року — етап льотно-конструкторських випробувань
- 1974 року — успішні державні випробування
- 1975 року — прийняття на озброєння.

## Конструкція ракети
Ракета П-500 «Базальт» є прямим розвитком ракети П-35, маючи таку ж принципову компоновку. Сигароподібний фюзеляж оснащений трикутним крилом високої стріловидності, що складається, і єдиним вертикальним стабілізатором під корпусом. Двигун — турбореактивний двигун КР-17-300 — розташований в кормовій частині фюзеляжу, повітрозабірник (як і у П-35) виведений під корпус, але має більш обтічну форму з конічним центральним тілом, розрахованим на досягнення високих швидкостей, порядку 2,5 Маха. Корпус ракети виготовлений із жароміцних матеріалів, що витримують значні температури, які виникають при терті повітря.
Старт ракети здійснюється з транспортно-пускового контейнера за допомогою двох закріплених у кормовій частині (з боків від стабілізатора) твердопаливних прискорювачів. На перших випробуваннях при залповій стрільбі спостерігався непередбачений ефект: значні хмари порохових газів, створювані прискорювачами перших ракет, що злітали, заважали запуску турбореактивних двигунів наступних. Щоб уникнути цього, запуски ракет здійснюються з проміжками у 8 секунд.
Дальність ракети, залежно від обраного профілю польоту, може досягати 500 км. Ракета використовує режим «велика висота — мала висота»; на маршовій ділянці ракета летить на висоті до 5000 метрів (щоб знизити опір повітря та витрати палива), а поблизу цілі, після захоплення її головкою самонаведення, ракета знижується до висоти 50 метрів і здійснює політ на малій висоті, ховаючись за радіогоризонтом від радарів противника. Ураження цілі забезпечується напівбронебійною (за іншими даними, фугасною) бойовою частиною вагою 500—1000 кг (за різними джерелами). Для видачі первинної цілевказівки ракетному комплексу використовуються дані від морської системи розвідки та цілевказівки «Легенда».
Вперше у світовій практиці П-500 була оснащена бортовою станцією постановки перешкод 4Б89 «Шмель», що визначає режим роботи ворожого радара супроводу та виставляє перешкоди на потрібній частоті. Тим самим ракета підвищує свою стійкість до ворожих зенітних керованих ракет. Ймовірно, ракета здатна до виконання запрограмованих маневрів ухилення.

## Тактика застосування
Ракетний комплекс «Базальт» отримує первинну цілевказівку від орбітальних платформ МКРЦ «Легенда», або від засобів повітряної розвідки. Запуск ракети виконується з корабля або з підводного човна; через конструктивні обмеження ракети, що є розвитком П-35 і використовує аналогічну пускову апаратуру, запуск з підводного човна можливий тільки в надводному положенні. Можлива стрілянина як одиночними ракетами, так і залпами.
Зважаючи на значний час польоту та обмежені можливості голівки самонаведення ракети, стрільба на повну дальність ефективна тільки із застосуванням зовнішньої цілевказівки від літаків Ту-95РЦ або вертольотів Ка-25РЦ з апаратурою МРСЦ «Успєх» або «Успєх-У». Це є слабким місцем системи, оскільки синхронні дії з береговими літаками дуже ускладнені, а вертольоти мають обмежені льотні характеристики. Крім того, авіаційні засоби цілевказівки дуже вразливі для палубної авіації ворога, і потребують прикриття.
Отримуючи коригування від МРСЦ «Успєх», ракети прямують до цілі на великій висоті, щоб заощадити пальне. Наблизившись до цілі на дистанцію захоплення голівкою самонаведення, ракети виконують розподіл цілей і знижуються до надмалої висоти, ховаючись за радіогоризонтом. Залишок шляху ракети проходять на надмалій висоті, щоб зменшити свою помітність і вразливість.

## Характеристики
- Довжина: 11,7 м
- Діаметр: 0,88 м
- Розмах крила: 2,6 (2,1) м
- Стартова маса: 4800 кг[1][2]
- Швидкість:
  - на висоті: M=2,5
  - біля поверхні: M=2

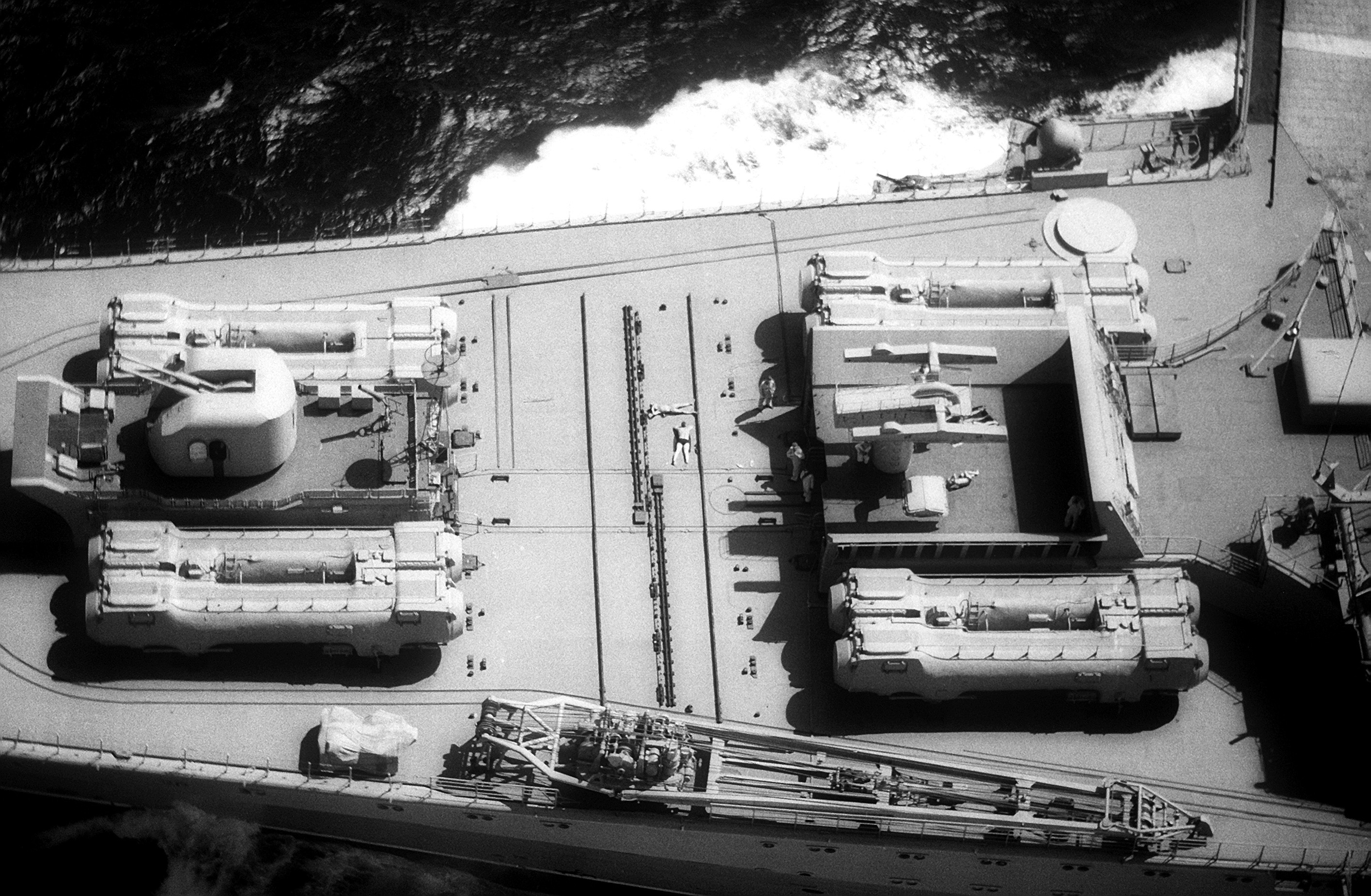
ПУ П-500 на палубі авіаносного крейсера «Київ», 1976 рік.

- Максимальна дальність стрільби: 550 км
- Висота польоту: 50-5000 м[3]
- Система управління: інерційна + радіолокаційна
- Бойова частина:
  - фугасно-кумулятивна: 500 (1000) кг
  - ядерна: 350 кт

## Оцінка проєкту
Ракета П-500 була створена як розвиток вдалої серії ракет П-35, з розрахунком на досягнення кращих льотних характеристик, більшої дальності та більших можливостей в ураженні добре захищених цілей, таких як авіаносні ударні угруповання. Спочатку проект був розрахований на розвиток рішень та основних компонентів П-35 з метою, щоб використовувати аналогічну пускову інфраструктуру та системи обслуговування з мінімальними модернізаціями. У ній вперше було застосовано такі новаторські технічні рішення як бортова станція постановки радіоперешкод, комбінована траєкторія стрільби на велику дальність та залпові атаки з розподілом цілей. Висока надзвукова швидкість і мала висота польоту значно ускладнювали перехоплення ракети поблизу цілі.
Однак, будучи дуже досконалою для свого часу зброєю, П-500 зберігала той самий принциповий недолік, що й усі надзвукові ракети — високу вразливість на маршовій (висотній) ділянці польоту. Удосконалення палубних перехоплювачів (на зразок Grumman F-14 Tomcat) та далекобійних зенітних ракет наприкінці 1970-х років дозволяло перехопити ракету ще до того, як вона знизиться для маловисотної атаки. Бортова станція постановки перешкод підвищувала стійкість ракети до зенітних керованих ракет старих моделей (що потребували безперервного наведення, тобто постійного опромінення цілі радаром корабля-носія), але з появою зенітних керованих ракет SM-2, що мали інерційне наведення на маршовій ділянці і потребували опромінення цілі лише на короткий момент самонаведення у безпосередній близькості від цілі — можливості системи постановки перешкод суттєво знизилися.
На сьогодні, система П-500 вважається застарілою, знята з озброєння та замінена на кораблях новою, більш далекобійною ракетою П-1000 Вулкан.